# Station Kiełpino Kartuskie
Station Kiełpino Kartuskie is een spoorwegstation in de Poolse plaats Kiełpino.